# Carlson Young
Carlson Elizabeth Young (Fort Worth, 29 ottobre 1990) è un'attrice e regista statunitense.

## Biografia
Carlson Young è originaria del Fort Worth, in Texas, successivamente si è spostata a Los Angeles e ha frequentato la University of Southern California, dove ha studiato scrittura creativa e si è cimentata nella scrittura poetica.

## Carriera
Ha studiato a una scuola per giovani attori, la Warner Loughlin Studios, a Los Angeles. Si è resa nota al pubblico a partire dal 2009, incominciando ad apparire in diverse serie televisive come Heroes, True Blood, CSI: Scena del crimine e Big Time Rush. Anche se i suoi ruoli più di successo sono, senz'altro, quello di Tiffany Blake nella serie televisiva di Disney Channel As the Bell Rings e quello di Brooke Maddox nella serie Scream, prodotta da MTV.
Nel 2018 ottiene il suo debutto alla regia con "The Blazing World", un cortometraggio ispirato dai sogni stessi dell'attrice e dall'omonima opera di Margaret Cavendish. Nel 2020 venne annunciato che quest'ultima opera sarebbe diventata un lungometraggio diretto e prodotto dall'attrice stessa, che ha preso i panni sia di regista che di interprete, mentre la colonna sonora è stata prodotta da suo marito, Isom Innis: è stata confermata e programmata la produzione di altri due film, tutti questi insieme formeranno la trilogia Saturn Returns.
Al 2022, i suoi prossimi progetti erano due lungometraggi: la commedia romantica Upgraded, di cui sarà la regista, e il fantasy horror Femina Nox, che ha scritto e potrebbe dirigere.

## Vita privata
Nel gennaio 2016 comincia a frequentarsi con Isom Innis, membro e produttore della band Foster the People. Quest'ultimo le ha chiesto di sposarlo in Islanda, dopo una vacanza in montagna. Le nozze si sono svolte il 29 aprile 2017 a Fort Worth, in Texas, nella Saint Andrew's Episcopal Church, che la stessa Young ha frequentato durante la sua infanzia.

## Filmografia

### Attrice

#### Cinema
- Un weekend da bamboccioni 2 (Grown Ups 2), regia di Dennis Dugan (2013)
- Io vengo ogni giorno (Premature), regia di Dan Beers (2014)
- A Country Called Home, regia di Anna Axster (2015)
- The Night Is Young, regia di Dave Hill e Matt Jones (2015)
- Una squadra di 12 orfani (12 Mighty Orphans), regia di Ty Roberts (2021)
- The Blazing World, regia di Carlson Young (2021)

#### Televisione
- As the Bell Rings – serie TV, 32 episodi (2007-2009)
- Heroes – serie TV, episodio 4x07 (2009)
- Pretty Little Liars – serie TV, episodi 1x05-1x06 (2010)
- True Blood – serie TV, episodi 3x04-3x06-3x11 (2010)
- Un bianco Natale per Zeus (The Dog Who Saved Christmas Vacation), regia di Michael Feifer – film TV (2010)
- CSI - Scena del crimine – serie TV, episodio 11x10 (2010)
- The League – serie TV, 2 episodi (2010)
- Cutthroat, regia di Bronwen Hughes - film TV (2010)
- Big Time Rush – serie TV, episodio 2x10 (2011)
- La verità non può aspettare (The Perfect Student), regia di Michael Feifer – film TV (2011)
- Traffic Light – serie TV, episodio 1x13 (2011)
- Wendy - serie TV, 2 episodi (2011)
- A tutto ritmo (Shake It Up) – serie TV, episodio 2x27 (2012)
- Kroll Show – show TV, puntata 1x03 (2013)
- Coppia di re (Pair of Kings–)  serie TV, episodio 3x15 (2013)
- Key & Peele – show TV, 3 episodi (2012-2013)
- Scream: La serie (Scream: The series) – serie TV, 23 episodi (2015-2016)
- Grimm – serie TV, episodio 5x05 (2015)
- CSI: Cyber – serie TV, episodio 2x10 (2015)
- Gli ultimi adolescenti dell'apocalisse (Last Teenagers of the Apocalypse) – serie TV, 4 episodi (2016)
- Un uomo per ogni mese (A Men for Every Month), regia di Ron Oliver – film TV (2017)
- Emily in Paris – serie TV, episodio 1x07 (2020)

#### Cortometraggi
- The Kid, regia di Sean Brosnan (2013)
- 50 Ways, regia di Daniel Angeles (2017)
- Date, regia di Scott Rodgers (2019)
- Trudge, regia di Creston Whittington (2019)

### Regista

#### Cinema
- The Blazing World (2021)
- Upgraded - Amore, arte e bugie (Upgraded) (2024)
- Trust (2025)

## Riconoscimenti
- Catalonian International Film Festival
  - 2021 – Candidatura al miglior film per The Blazing World
- Sundance Film Festival
  - 2021 – Candidatura al miglior film per The Blazing World
  - 2018 – Candidatura al miglior cortometraggio per The Blazing World
- Leo Awards
  - 2016 – Candidatura come miglior attrice di supporto in una serie drammatica per Scream
- TV Guide Awards
  - 2016 – Candidatura al miglior cast per Scream
  - 2015 – Candidatura come attrice favorita in una serie drammatica per Scream

## Doppiatrici italiane
Nelle versioni in italiano delle opere in cui ha recitato, Carlson Young è stata doppiata da:
- Eva Padoan[12] in As the Bell Rings[13], Scream (1° voce)[14], Io vengo ogni giorno[15], Pretty Little Liars[16]
- Valentina Mari[17] in Scream (2° voce)[14]
- Claudia Scarpa[18] in True Blood[19]
- Martina Tamburello[20] in Emily in Paris[21]